# Guerra cretense
La guerra cretense (205 a. C.-200 a. C.) fue librada por el rey Filipo V de Macedonia, la Liga Etolia, varias ciudades cretenses (siendo Olunte y Yerápetra las más importantes) y piratas espartanos contra las fuerzas de Rodas y, más tarde, Átalo I de Pérgamo, Bizancio, Cícico, Atenas y Cnosos.
Los macedonios acababan de finalizar la primera guerra macedónica y Filipo, viendo la oportunidad de derrotar a Rodas, formó una alianza con los etolios y los piratas espartanos quienes comenzaron a atacar los navíos rodios. Filipo también se alió con varias ciudades importantes de Creta, como por ejemplo Hierápitna y Olunte. Mientras la economía y la flota rodias sufrían las depredaciones de los piratas, Filipo creyó que su oportunidad de aplastar a Rodas estaba cerca. Para acercarse a su meta, formó una nueva alianza, esta vez con Antíoco III el Grande, rey del Imperio seléucida, contra Ptolomeo V de Egipto (el Imperio Seléucida y Egipto era los otros dos estados diádocos). Filipo comenzó atacando los territorios de Ptolomeo y los aliados de Rodas en Tracia y las proximidades del mar de Mármara.
En 201 a. C., Rodas y sus aliadas (Pérgamo, Cícico y Bizancio) combinaron sus flotas y derrotaron a Filipo en la batalla de Quíos. Pocos meses después, la flota de Filipo derrotó a los rodios en Lade. Mientras Filipo se encontraba saqueando el territorio pergameno y atacando ciudades en Caria, Átalo I de Pérgamo se dirigió a Atenas intentando crear una distracción y consiguió forjar una alianza con los atenienses quienes, de inmediato, declararon la guerra a los macedonios. El rey de Macedonia no pudo permanecer inactivo y atacó a los atenienses con su armada y parte de su infantería. Sin embargo, los romanos le advirtieron que retirase sus tropas o se enfrentaría a una guerra contra Roma. Tras sufrir una derrota ante las flotas rodias y pergamenas, Filipo se retiró aunque no sin antes atacar la ciudad de Abidos en el Helesponto. Luego de un asedio prolongado, Abidos cayó y la mayor parte de sus habitantes se suicidó. Filipo rechazó el ultimátum romano y continuó atacando a los estados griegos, por lo que los romanos declararon la guerra a Macedonia. Esto dejó a las ciudades cretenses sin grandes aliados y la mayor ciudad de Creta, Cnosos, se unió a los rodios. Ante esta combinación de fuerzas, tanto Hierápitna como Olunte se rindieron y debieron firmar un tratado favorable para Rodas y Cnosos.

## Preludio
La primera guerra macedónica concluyó en 205 a. C. con la firma de la Tratado de Fénice que prohibía la expansión macedónica hacia el oeste. Mientras tanto, Roma estaba ocupada con Cartago y Filipo pensó aprovecharse de esto para tomar el control de toda Grecia. Además, sabía que para concretar su ambición era posible una alianza con Creta. Luego de aplastar a las fuerzas de Pérgamo (es estado griego en Asia Menor) y de formar una alianza con Etolia, Filipo no tenía más oposición en el territorio griego que la de Rodas. Esta isla-estado, que dominaba el sudeste del Mediterráneo económica y militarmente, estaba aliada a Filipo, pero también a su enemigo: Roma.

## Piratería y guerra
El Tratado de Fénice prohibía a Filipo expandirse hacia occidente a Iliria o el mar Adriático, así que el rey volcó su atención hacia el este, al mar Egeo, donde comenzó a construir una gran flota.
Filipo veía dos formas de sacudir el dominio rodio del mar: la piratería y la guerra. Decidido a emplear ambos métodos, urgió a sus aliados a realizar ataques de piratería contra los navíos de Rodas. Filipo convenció a los cretenses, quienes hace tiempo se dedicaban a la piratería, a los etolios y a los espartanos. El atractivo para estas naciones era la promesa de los inmensos botines capturados a las naves rodias. Filipo envió al pirata etolio Dicearco a un amplio saqueo a lo largo del Egeo, que incluyó territorios de las Cícladas y Rodas.
A fines de 205 a. C., Rodas estaba debilitada significativamente debido a estos ataques y Filipo vio que era su oportunidad para seguir adelante con la segunda parte de su plan: la confrontación militar directa. Filipo convenció a Hierápitna, Olunte y otras ciudades del este de Creta de declarar la guerra contra Rodas.
Inicialmente, Rodas respondió a la declaración de guerra en forma diplomática, pidiendo a Roma ayuda contra Filipo. Sin embargo, los romanos, que acababan de finalizar la segunda guerra púnica, no veían con buenos ojos una nueva guerra. El Senado romano intentó persuadir a la población de entrar en guerra, incluso después de que Pérgamo, Cícico y Bizancio se hubieran unido a los rodios, pero pudo influenciar la determinación del pueblo.
Llegado este momento, Filipo provocó aún más a Rodas, al capturar y masacrar las poblaciones Cío y Mirlea, ciudades griegas de la costa del mar de Mármara. Filipo entregó ambas ciudades a su cuñado, Prusias I, rey de Bitinia, quien las reconstruyó y renombró como Prusa y Apamea en honor a sí mismo y a su esposa. A cambio de estas ciudades, Prusias prometió que continuaría expandiendo su reino a expensas del de  Pérgamo (su última guerra con los pergameneos había finalizado en 205 a. C.). La captura de estas ciudades también enfadó a los etolios, ya que ambas eran miembros de la Liga Etolia. La alianza entre Etolia y Macedonia se sostuvo únicamente por el miedo que los primeros sentían por Filipo y este incidente empeoró su tensa relación. A continuación, Filipo atacó y conquistó las ciudades de Lisimaquia y Calcedonia, que también eran miembros de la Liga Etolia, forzando a Etolia a romper su alianza.
Camino a casa, la flota de Filipo se detuvo en la isla de Tasos, al sur de la costa de Tracia. El general de Filipo, Metrodoro, se dirigió a la capital de la isla para reunirse con emisarios de la ciudad. Los enviados dijeron que rendirían la ciudad ante los macedonios, con la condición de que no se estableciera una guarnición, que no tuvieran que pagar tributo ni contribuir con soldados para el ejército macedonio y que pudieran seguir utilizando sus propias leyes. Metrodoro contestó que el rey aceptaba los términos y la ciudad abrió sus puertas. Sin embargo, una vez dentro de las murallas, Filipo ordenó a sus soldados esclavizar a todos los ciudadanos, que fueron vendidos, y saquear la ciudad.

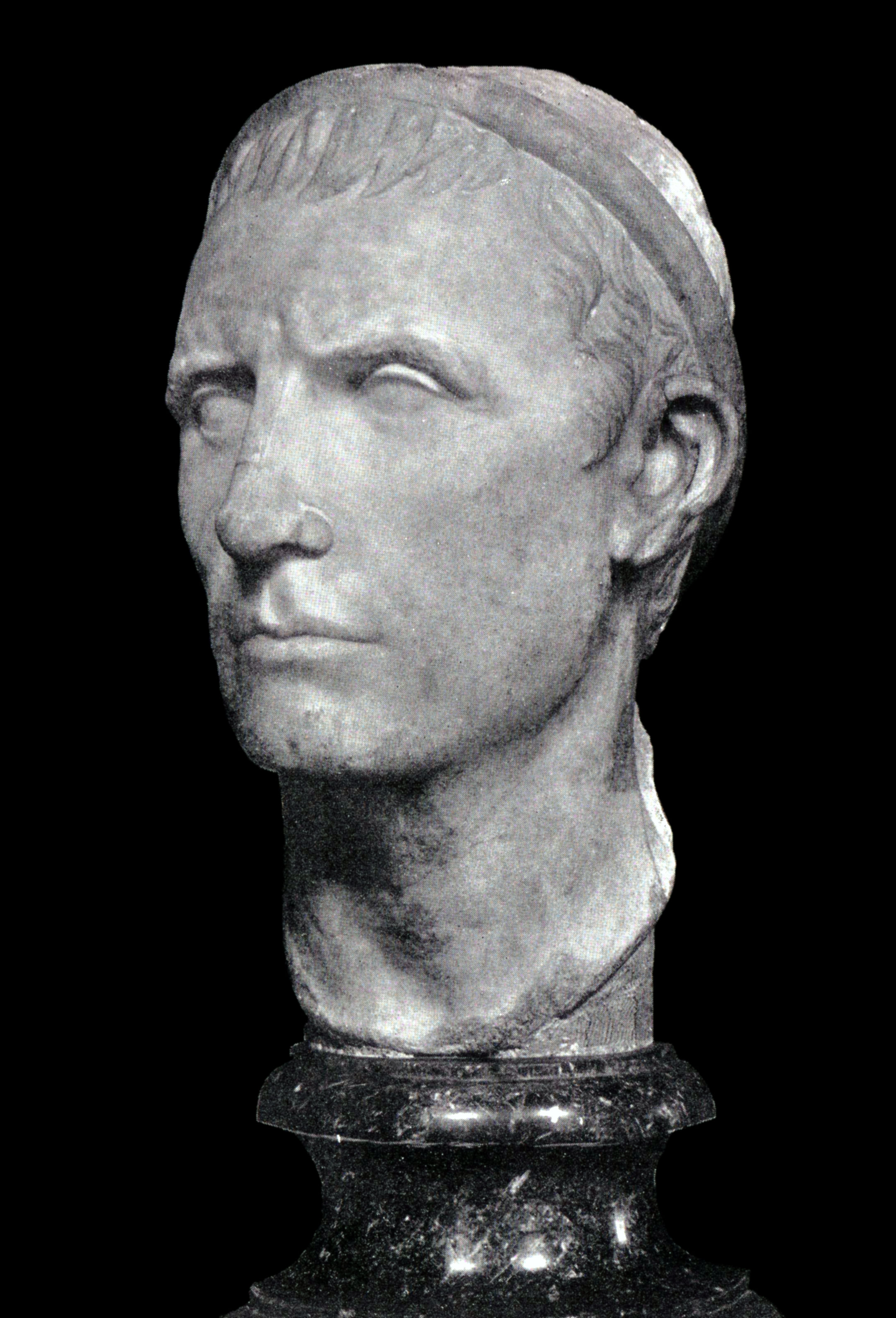
Busto de Antíoco III en el Louvre.

Luego, Filipo cerró un tratado con Antíoco III el Grande, emperador de los seléucidas, esperando dividirse el territorio gobernado por el joven faraón Ptolomeo V de la dinastía ptolemaica. Filipo acordó ayudar a Antíoco a tomar Egipto y Chipre, Antíoco prometió ayudar a Filipo a adueñarse de Cirene, las Cícladas y Jonia.
Tras firmar del tratado, el ejército de Filipo atacó las posesiones de Ptolomeo en Tracia. La flota macedonia se dirigió al sur y tomó la isla de Samos, que también pertenecía a Ptolomeo, capturando a la flota egipcia que se encontraba estacionada allí. Luego, los macedonios giraron rumbo al norte y sitiaron la isla de Quíos. El plan de Filipo era utilizar las islas septentrionales del Egeo como escalones hasta llegar a Rodas. El asedio no marchó en favor de Filipo ya que las flotas combinadas de Pérgamo, Rodas y sus nuevos aliados Cícico y Bizancio consiguieron bloquear a la suya. Al no ver otra opción, Filipo decidió arriesgarse a enfrentar a sus oponentes.
La flota macedonia, de unos 200 barcos, superaba a la aliada en una proporción de dos a uno. La batalla comenzó cuando Átalo I, que comandaba el ala izquierda de la flota aliada, avanzó contra el ala derecha macedonia mientras que el flanco derecho aliado bajo el comando del almirante rodio Teofilisco atacaba el ala izquierda macedonia. Los aliados obtuvieron la ventaja en el flanco izquierdo y capturaron al navío insignia de Filipo; el almirante de Filipo, Democrates, murió en la lucha. Mientras tanto, en el flanco derecho de los aliados, los macedonios rechazaron a los rodios. Teofilisco, luchando desde su navío, recibió tres heridas mortales pero consiguió reunir a sus hombres y vencer a los macedonios que intentaban abordarlo.
En el flanco izquierdo aliado, Átalo vio que uno de sus barcos era hundido y que el enemigo se aproximaba peligrosamente al siguiente, por lo que decidió dirigirse al rescate con dos cuatrirremes y su barco insignia. Sin embargo, Filipo, cuyo navío aún no se había involucrado en la batalla, vio que Átalo se había separado de su flota y se lanzó a atacarlo con cuatro quinquirremes y tres hemiolis. Viendo que Filipo se acercaba, Átalo huyó aterrado y fue forzado a encallar sus naves. Tras pisar tierra firme, arrojó en el puente de su barco varias monedas, vestimentas púrpuras y otros objetos espléndidos antes de escapar a la ciudad de Eritras. Cuando los macedonios llegaron a la costa, se detuvieron a recoger el botín. Filipo, creyendo que Átalo había muerto durante la persecución, comenzó a hacer remolcar el barco insignia pergameneo.
Entretanto, la situación en el flanco derecho aliado se había invertido y los macedonios se vieron forzados a retirarse, permitiendo que los rodios tomaran sus barcos dañados y los llevaran al puerto de Quíos. El centro y la izquierda aliados también habían logrado  ventaja y obligaron a los macedonios a retirarse antes de dirigirse a Quíos sin ser molestados.
El resultado de la batalla fue muy grave para Filipo, 92 navíos fueron destruidos y 7  capturados. Del lado de los aliados, tres navíos de Pérgamo fueron destruidos y dos capturados, mientras que tres navíos rodios fueron hundidos y ninguno capturado. Durante la batalla, los macedonios perdieron a 6000 remeros, 3000 marineros fueron muertos y 2000 hombres capturados. Las bajas de los aliados fueron muchísimo menores, con los pergameneos sufriendo la pérdida por muerte de 70 hombres y los rodios, 60; en total 600 hombres de los aliados fueron capturados. Peter Green describe este fracaso como "una derrota severa y costosa". La derrota puso fin a la flota macedonia y salvó a las islas del Egeo de otra invasión.
Después de esta batalla, los almirantes de Rodas decidieron dejar Quíos y volver a casa. En el camino, Teofilisco murió de las heridas recibidas durante el enfrentamiento, pero antes de morir designó a Cleoneo como su sucesor. Mientras la flota rodia navegaba por el estrecho entre Lade y Mileto en la costa de Asia Menor, fue atacada por los barcos de Filipo. El triunfo de Filipo forzó a que la flota se retirase a Rodas. Impresionados por la victoria, los habitantes de Mileto les entregaron adornos de vencedores a Filipo y Heráclides cuando entraron en su territorio.

## La campaña en Asia Menor
Antes de emprender la campaña contra la flota de Filipo en el mar Egeo, Átalo I, el rey de Pérgamo, fortaleció las murallas de la capital para protegerla de cualquier asalto. Con esta y otras medidas adoptadas, Átalo esperaba evitar que Filipo lograse un gran botín dentro de su territorio. Cuando Filipo decidió atacar Pérgamo y llegó a la ciudad con su ejército, observó que esta no contaba con demasiadas defensas y ordenó algunas escaramuzas que fueron repelidas con facilidad. Viendo que las murallas eran demasiado fuertes, se retiró tras destruir algunos templos, incluyendo el templo de Afrodita y el santuario de Atenea Nicéfora («que lleva a la victoria»). Luego de capturar Tiatira, los macedonios avanzaron para saquear las planicies de Thebe, pero el botín fue menor del esperado. Cuando llegó a Thebe, exigió grano al gobernador seléucida de la región, Zeuxis. Sin embargo, Zeuxis nunca tuvo planeado dar grandes provisiones a Filipo.

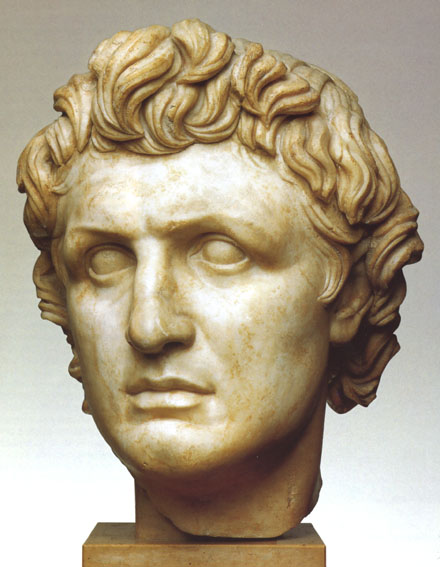
Busto de Átalo I en el Museo de Pérgamo.

Decepcionado por lo conseguido en Misia, Filipo continuó avanzando hacia el sur y saqueó los pueblos y ciudades de Caria. Asedió Prinaso, que se resistió valientemente hasta que Filipo dispuso su artillería y envió un emisario a la ciudad para ofrecerles abandonarla o morir. Los ciudadanos decidieron dejar la ciudad. En este período de la campaña, el ejército de Filipo estaba quedándose sin comida, por lo que capturó la ciudad de Myus y se la cedió a Magnesia a cambio de provisiones. Como la gente de Magnesia no tenía grano, Filipo se conformó con suficientes higos para alimentar a todos sus hombres. Luego, Filipo ocupó y estableció guarniciones en las ciudades de Íaso, Bargilia, Euromo y Pédaso, todas ellas en rápida sucesión. Sitió y capturó Cauno, que se encontraba bajo el control de Rodas.
Las fuerzas combinadas de Pérgamo y Rodas, aprovechando que la flota de Filipo se encontraba anclada en Bargilia, bloquearon el puerto. La situación del campamento macedonio se volvió tan grave que estuvieron a punto de rendirse. Sin embargo, Filipo consiguió escapar recurriendo al engaño: envió a un desertor egipcio con Átalo y los rodios para que advirtiera sobre un supuesto ataque que estaba preparando para el día siguiente. Al oír las noticias, Átalo y los rodios comenzaron a aprestar sus navíos para el ataque. Mientras los aliados realizaban sus preparativos, Filipo, que había dejado varias fogatas encendidas para aparentar que permanecía en su campamento, se escurrió entre ellos con su flota.
Mientras Filipo estaba abocado a esta campaña, sus aliados de Acarnania se levantaron en pie de guerra contra Atenas luego que los atenienses asesinaran a dos atletas acarnanianos. Tras recibir los reclamos de los acarnanianos sobre esta provocación, Filipo decidió enviar un grupo de soldados bajo el comando de Nicanor el Elefante para ayudarlos en su ataque sobre Ática. Los macedonios y sus aliados saquearon Ática y luego atacaron Atenas. Los invasores habían llegado hasta la Academia de Atenas cuando los embajadores romanos de la ciudad ordenaron a los macedonios retirarse o enfrentar una guerra con Roma.
La flota de Filipo acababa de escapar del bloqueo y este ordenó que un escuadrón se dirigiera a Atenas. El escuadrón macedonio navegó a El Pireo y capturó cuatro naves atenienses. Pero, cuando se retiraban, la flota rodia y pergamenea que había seguido a los navíos de Filipo a través del Egeo apareció desde la base aliada en Egina y atacó a los macedonios. Los aliados obtuvieron la victoria y recapturaron las naves atenienses, devolviéndoselas a sus dueños. Los atenienses estuvieron tan complacidos con el rescate que reemplazaron a las tribus por Macedonia abolidas recientemente (las tribus de Demetrias y Antagonis) por la tribu atálida en honor a Átalo. Átalo y los rodios convencieron a la asamblea ateniense de declarar la guerra a Macedonia.
La flota de Pérgamo regresó a su base en Egina y los rodios se lanzaron a la conquista de todas las islas macedonias desde Egina hasta Rodas, capturando a todas excepto Andros, Paros y Citnos. Filipo ordenó a su prefecto de Eubea, Filocles, que volviera a atacar Atenas con 2000 efectivos de infantería y 200 de caballería. Filocles no consiguió capturar Atenas pero arrasó los campos circundantes.

## La intervención romana

Mapa del Quersoneso tracio.

Entretanto, las delegaciones de Rodas, Pérgamo y Atenas viajaron a Roma para hablar ante el Senado. Cuando la audiencia les fue concedida, informaron acerca del tratado entre Filipo y Antíoco y presentaron una queja respecto a los ataques de Filipo dentro de sus territorios. En respuesta, los romanos enviaron a Egipto tres embajadores, Marco Emilio Lépido, Cayo Claudio Nerón y Publius Sempronius Tuditanus, con órdenes de dirigirse a Rodas una vez que hubiesen hablado con Ptolomeo.
Mientras esto ocurría, Filipo atacaba y tomaba posesión de las ciudades de Maronea, Cipsela, Dorisco, Serreo y Eno, que pertenecían a Ptolomeo. Los macedonios avanzaron luego sobre el Quersoneso tracio, donde capturaron las ciudades de Perinto, Sesto, Eleo, Alopeconeso, Kallipolis y Mádito. A continuación, Filipo bajó hasta la ciudad de Abidos, que era defendida por las guarniciones combinadas de pergamenos y rodios. Filipo comenzó el asedio bloqueando la ciudad por tierra y por mar, evitando que recibieran refuerzos y provisiones. Los habitantes, llenos de confianza, repelieron varias de las armas de asedio con sus propias catapultas mientras que otras de las maquinarias de Filipo eran incendiadas por los defensores. Con su maquinaria de asedio despedazada, los macedonios comenzaron a socavar las murallas de la ciudad y finalmente tuvieron éxito, derribando la pared externa.
Ahora, la situación era grave para los defensores, quienes decidieron enviar a dos de los ciudadanos más destacados a negociar con Filipo. Estos hombres ofrecieron rendir la ciudad ante él bajo dos condiciones: que las guarniciones de Rodas y Pérgamo pudieran abandonar la ciudad bajo una tregua y que todos los ciudadanos tuvieran permiso de irse a donde desearan con lo puesto. Filipo contestó que deberían "rendirse a discreción o pelear como hombres". Los embajadores, incapaces de otra cosa, volvieron a la ciudad llevando la respuesta de Filipo.
Los líderes de la ciudad organizaron una asamblea para decidir su curso de acción. La decisión alcanzada fue la de liberar a todos los esclavos para asegurarse su lealtad, trasladar a todos los niños al gimnasio junto con sus niñeras, y llevar a todas las mujeres al templo de Artemisa. También solicitaron que todos llevaran su oro, plata y objetos de valor para cargarlos en los botes de Rodas y Cícico. Para llevar a cabo estas tareas, fueron elegidos cincuenta de los hombres más ancianos y confiables. Luego, todos los ciudadanos hicieron un juramento mediante el cual, y según Polibio

... en caso de ver que la muralla interna fuese capturada por el enemigo, matarían a los niños y las mujeres e incendiarían los barcos ya mencionados, y, de acuerdo con las maldiciones que habían invocado previamente, arrojarían la plata y el oro al mar.

Tras recitar el juramento, se aproximaron los sacerdotes y cada uno juró que derrotaría al enemigo o moriría en el intento.
Cuando cayó la muralla interna, los hombres, fieles a su promesa, saltaron desde las ruinas y lucharon con gran coraje, obligando a Filipo a enviar tropas refrescadas al frente de combate. Al anochecer, los macedonios se retiraron a su campamento, mientras que los habitantes de Abidos resolvieron salvar a las mujeres y los niños. En consecuencia, cuando amaneció, enviaron a algunos sacerdotes y sacerdotisas con adornos de vencedores para los macedonios, rindiendo la ciudad ante Filipo.
Mientras tanto, Átalo atravesaba el Egeo hasta llegar a la isla de Ténedos. El más joven de los embajadores romanos, Marco Emilio Lépido, había oído acerca del sitio de Abidos cuando él estaba en Rodas y se dirigió a Abidos para ver a Filipo. Durante un encuentro con el rey en las afueras de la ciudad, Lépido le informó de los deseos del Senado. Polibio escribe: 

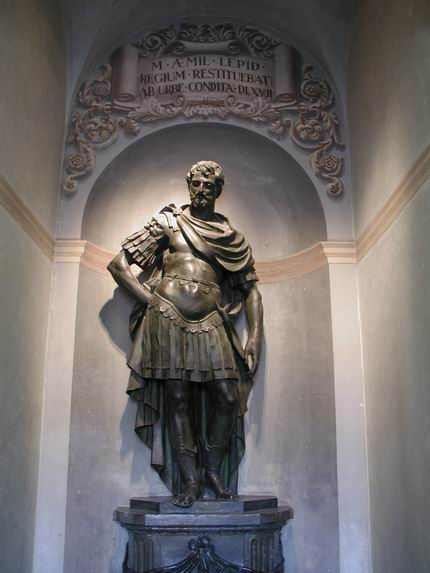
Estatua de Marco Emilio Lépido en la municipalidad de Reggio Emilia.

El Senado había resuelto ordenarle no entrar en guerra con ningún estado griego, ni interferir dentro de los dominios de Ptolomeo, y someter a un arbitraje los daños infligidos sobre Átalo y los rodios, y que en caso de cumplir con esto podría haber paz, pero si se negaba a obedecer entraría en guerra con Roma". Cuando Filipo intentó demostrar que Rodas había dado el primer golpe, Marco lo interrumpió diciendo: «¿Y qué hay de los atenienses? ¿Y de los habitantes de Cío? ¿Y de los de Abidos, ahora? ¿Alguno de ellos también dio el primer golpe?». El rey, sin saber qué responder, dijo: «Voy a perdonarle su atrevimiento por tres razones: primero, porque es joven e inexperto en estas cuestiones; segundo, por ser el hombre más atractivo de su época» (lo cual era verdad) «y tercero, por ser romano. En cuanto a mí, mi primera exigencia es que los romanos no deberían romper sus tratados ni entrar en guerra conmigo; pero si lo hacen, me defenderé lo mejor que pueda, apelando a los dioses para que defiendan mi causa».

Caminando por Abidos, Filipo vio que la gente se suicidaba luego de matar a sus familiares a puñaladas, con fuego, ahorcándose y saltando dentro de pozos y desde los tejados. Filipo se sorprendió al ver esto y publicó una proclama anunciando que «otorgaba tres días de gracia a aquellos quienes deseasen colgarse o apuñalarse». El pueblo de Abidos, que estaba dispuesto a cumplir con su juramento, pensó que aceptar la propuesta de Filipo sería una traición para quienes ya habían muerto y se negaron a vivir bajo estos términos. Excepto quienes estaban encadenados o limitados de algún modo similar, cada familia apresuró su muerte.
Fue entonces que Filipo ordenó otro ataque contra Atenas; su ejército fracasó en tomar Atenas y Eleusis, pero sometió a Ática al peor saqueo en la zona desde las guerras médicas. Como respuesta, los romanos declararon la guerra a Filipo e invadieron sus territorios en Iliria. Filipo se vio obligado a abandonar su campaña en Rodas y Pérgamo para enfrentar a los romanos y la nueva situación en Grecia, dando inicio a la segunda guerra macedónica.
Tras la retirada de Filipo de su campaña contra Rodas, los rodios pudieron atacar libremente Olunte, Hierápitna y las demás ciudades cretenses aliadas a Macedonia. Cuando Rodas buscó aliados en Creta, Cnosos, viendo que la guerra se inclinaba a favor de Rodas, decidió unírsele para intentar ganar la supremacía de la isla. Muchas otras ciudades del centro de Creta se unieron a Rodas y Cnosos en contra de Hierápitna y Olunte. Sufriendo un ataque desde dos frentes, Hierápitna se rindió.

## Resultado
Bajo los términos del tratado que se firmó tras la guerra, Hierápitna acordó romper todo tipo de relación y alianza con poderes extranjeros y poner todos sus puertos y bases a disposición de Rodas. Los términos del tratado para Olunte se encontraron entre las ruinas de la ciudad, que tuvo que aceptar el dominio rodio. Como resultado, luego de la guerra Rodas quedó al mando de una parte importante de la región oriental de Creta. El fin de las hostilidades permitió que los rodios ayudaran a sus aliados en la segunda guerra macedónica.
La guerra no tuvo ningún otro efecto a corto plazo sobre el resto de Creta. Los piratas y mercenarios de la región continuaron con sus antiguas ocupaciones al finalizar la guerra. Tres años después, en la batalla de Cinoscéfalos, durante la segunda guerra macedónica, los arqueros mercenarios cretenses pelearon tanto del lado de los romanos como del de Macedonia.
La guerra tuvo un alto costo para Filipo y los macedonios, ya que perdieron una flota cuyo armado había tomado tres años y además las Ligas Aquea y Etolia cambiaron de bando, uniéndose a los romanos. Durante el período inmediatamente posterior a la guerra, los dardanios, una tribu bárbara, ingresaron al norte de Macedonia, pero Filipo pudo repeler el ataque. Sin embargo, en 197 a. C., Filipo fue derrotado por los romanos en la Batalla de Cinoscéfalos y tuvo que rendirse. Esta derrota le costó la mayor parte de sus territorios fuera de Macedonia y tuvo que pagar a Roma 1000 talentos de plata.
Rodas recuperó el control sobre las Cícladas y confirmó su supremacía marítima en el Egeo. Las posesiones rodias del este de Creta permitieron eliminar la piratería en el área, aunque los piratas siguieron atacando las embarcaciones rodias, lo que llevó a la Segunda Guerra Cretense. Átalo murió en 197 a. C. y fue sucedido por su hijo, Eumenes II, quien continuó con la política antimacedonia de su padre. Mientras tanto, Pérgamo obtuvo tras la guerra varias islas egeas que habían pertenecido a Filipo, convirtiéndose en el mayor poder de Asia Menor junto con Antíoco.